# ハルビン競馬場

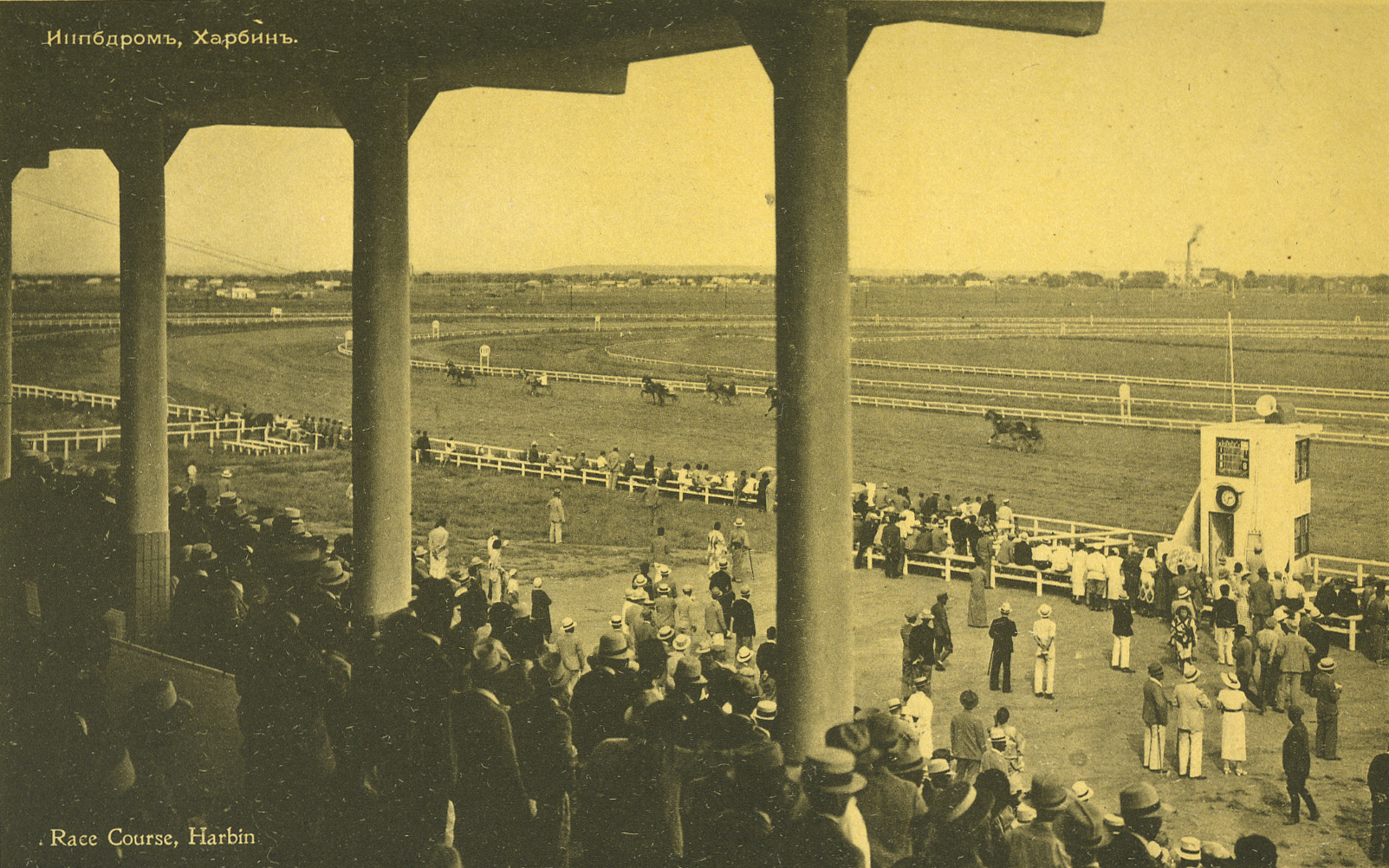
1932年（昭和7年）のハルビン競馬場。

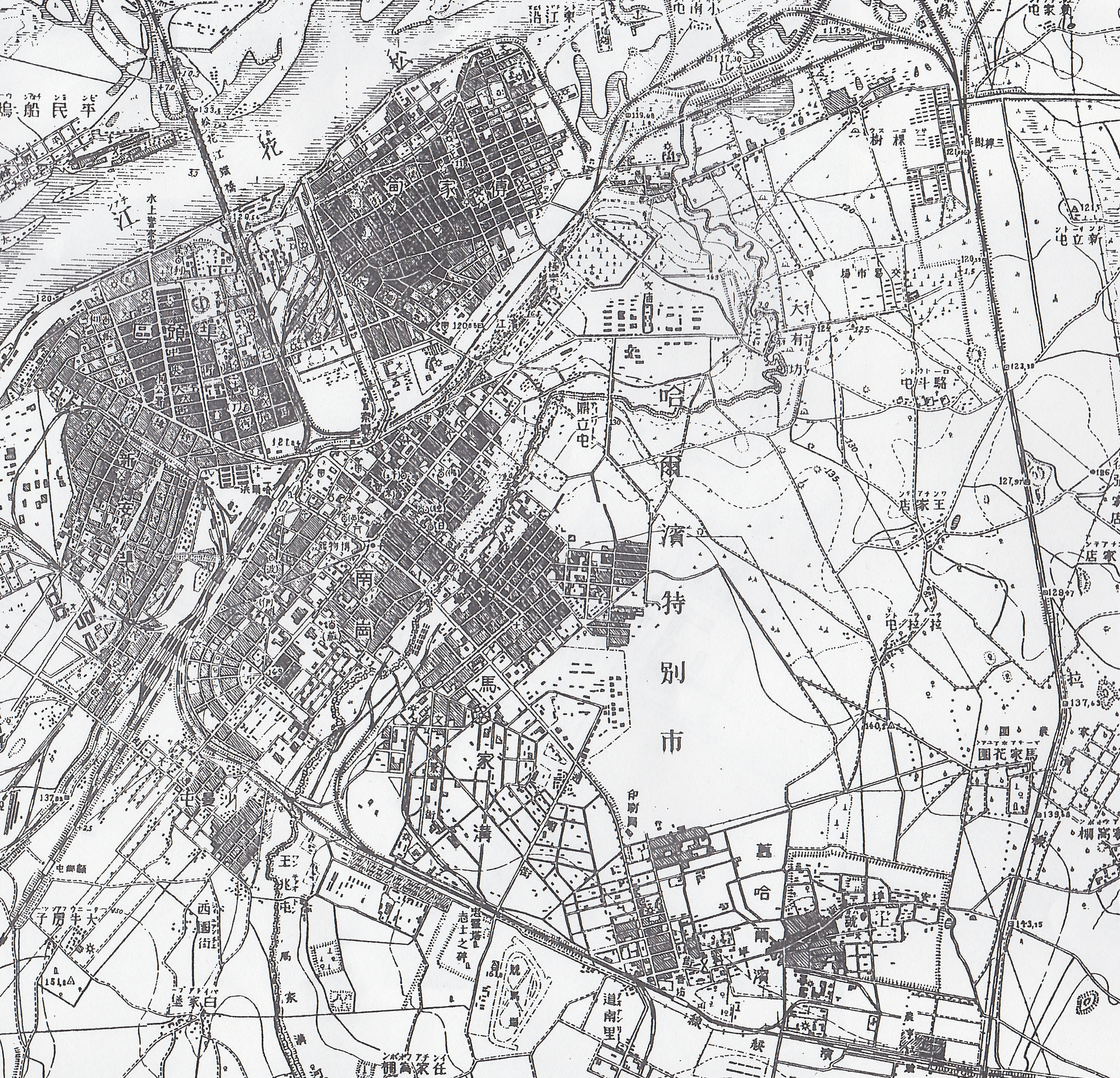
1938年（昭和13年）のハルビン市街地図。図の中央下部に競馬場が見える。

ハルビン競馬場（ハルビンけいばじょう、哈爾賓競馬場,哈尔滨赛马场,Harbin Race Course）は、1905年から1945年まで存在した中国東北部（満州）の競馬場。ロシア人が建設し、アメリカ人や日本人、中国人などに経営が移ったのち満州国に経営は移り満州国立哈爾賓競馬場となる。日本人、ロシア人、中国人を中心に国際色豊かな競馬が行われた。

## 概要
ロシアが清国から鉄道の敷設権を獲得して建設した東清鉄道が通っている都市ハルビンに1905年ロシア人団体が1周1マイルの競馬場を設置した。当時は競走馬が少なかったため経営困難に陥り、1909年ロシア黒竜江護境軍団付属の乗馬競技会がこれを引き継いだ。ロシア黒竜江護境軍団は1916年ハルビン愛馬クラブに権利を譲渡した。
1909年ハルビン競馬場を視察した安田伊左衛門はハルビン競馬場は建物は粗末だがコースは広く良い競馬場であると述べている。
1917年ロシア革命が起こると競馬場の権利はアメリカ人が買収し、また多数のロシア人が多数の馬とともにハルビンに亡命したので(白系ロシア人)ハルビン競馬の競走馬は充実したという。しかし、経営は相変わらず苦しく、日本軍のシベリア出兵を機に1922年日本人団体がこれを買収した。
1912年に成立した中華民国は1922年頃から利権回収運動を推し進め1928年(昭和3年)ハルビン競馬場は中国官憲に差し押さえられる。交渉の結果、ハルビン競馬場は中国4：日本3：ロシア3の割合で出資するハルビン万国賽馬会が経営する国際競馬場になる。
ハルビンはロシア人が多く住んでいることもあり、レースもロシア人が好む繋駕競走（トロットレース）が多く行われた。競馬は1931年では4月から7月、9月から10月までの毎日曜日に開催され1日に12-15レース行った。その中で駈足競走(普通の競馬)は3レースだけで残りはすべて繋駕競走（トロットレース）である。また馬も大半はトロットレースに向いたオルロフ・トロッター系品種で駈足に向いたサラブレッド系やアラブ系などの品種は少数であったという。
満州国立となって数年が経った1937年(昭和12年)でも日本人騎手が16人、満州人騎手が7人なのに対してロシア人騎手は23人(内女性騎手2名)とロシア人が半数を占め、繋駕競走（トロットレース）が半数を占めていた。
1932年に成立した満州国はハルビン競馬場を接収して飛行場を作り、1933年移転先に新しく作られたハルビン競馬場が満州国立競馬場として開場した（ハルビンとともに奉天、後に新京、鞍山の競馬場も満州国立になっている。満州国賽馬法に従って満州国立競馬場は極めて特徴的な競馬を行った。）。
満州国競馬の特徴
1. サラブレッドを排除したこと（具体的には1/4以上サラブレッドの血が入っている馬や体高150センチメートル以上の馬は出場できない）
2. 馬券に制限を付けず、販売数、払い戻し額は無制限。満州国では未成年者にも無制限に馬券を発売した。さらに宝くじ付入場券(揺彩票)を発売した。
3. コースは1周2000メートル幅40メートル以上、最低でも1/30の傾斜走路を持つこと
4. 馬券の売り上げが増えるほど国庫納付率があがっていく。

サラブレッドを排除したのは関東軍(日本陸軍)が軍馬の質・量とも向上させようと小柄でも強靭で耐久力と耐候性がある満州産蒙古馬の改良と育成を目的としていたからである。サラブレッドは背が高くスピードは速いが軍馬には向かない。満州国の競馬馬はほとんどが満州馬とアングロアラブ系の雑種となっていった。
満州国賽馬法令下になったが、他の満州国の競馬場とは違いハルビン競馬場では1941年(昭和16年)になってもオルロフ・トロッター系品種馬による繋駕競走（トロットレース）が続けられている。しかし、ソ連から種牡馬を入手できなかったのでオルロフ・トロッター系品種馬は次第に減少している。満州国馬政局ではハルビンのトロッター種馬の保護のためにアメリカからアメリカン・トロッター種の種牡馬を輸入し、繋駕競走（トロットレース）の賞金を手厚くするなどの手段を講じている。
1942年(昭和17年)満州国内の10か所の競馬場は満州国の外郭団体である満州馬事公会が経営することになり、ハルビン競馬場も満州馬事公会の経営になっている。
太平洋戦争が始まって日本内地の競馬は規制・縮小されるが、ハルビンを含む満州の競馬は戦争中も規制されず、日本が敗勢になるまで発展を続けている。